# Ratusz staromiejski w Pradze
Ratusz staromiejski w Pradze (cz. Staroměstská radnice) – dawna siedziba władz miejskich Pragi znajdująca się przy Rynku Staromiejskim.
Istniejący dzisiaj budynek ratusza powstawał stopniowo, poczynając od 1338 roku, kiedy to rajcy miejscy Starego Miasta zajęli narożną kamienicę (dzisiaj jest to część ratusza znajdująca się pod wieżą, wśród pozostałości tego domu wymienić można portal w stylu gotyckim). Już wkrótce potem rozpoczęto stawianie wieży ratuszowej, w której przyziemiu utworzono w 1381 roku kaplicę autorstwa Petera Parlera. Budowę ratusza (połączonego wówczas z dwóch domów, drugą kamienicę przyłączono w 1387 roku) ukończono w dobie wojen husyckich. W 1402 roku umieszczono też pierwszy zegar na wieży – w roku 1490 zastąpiony został nowym, istniejącym do dzisiaj zegarem – dziełem mistrza Hanusza o niezwykle pomysłowym mechanizmie (zobacz więcej: Praski zegar astronomiczny). W 1548 roku ratusz powiększono o kolejną kamienicę. Do sporej przebudowy ratusza doszło pod koniec XVIII wieku, gdy doszło do połączenia wszystkich miast praskich w jedno miasto. W latach 30. i 40. XIX wieku zbudowano także skrzydło północne, które jednak uległo zniszczeniu w 1945 roku podczas powstania praskiego.

## Galeria

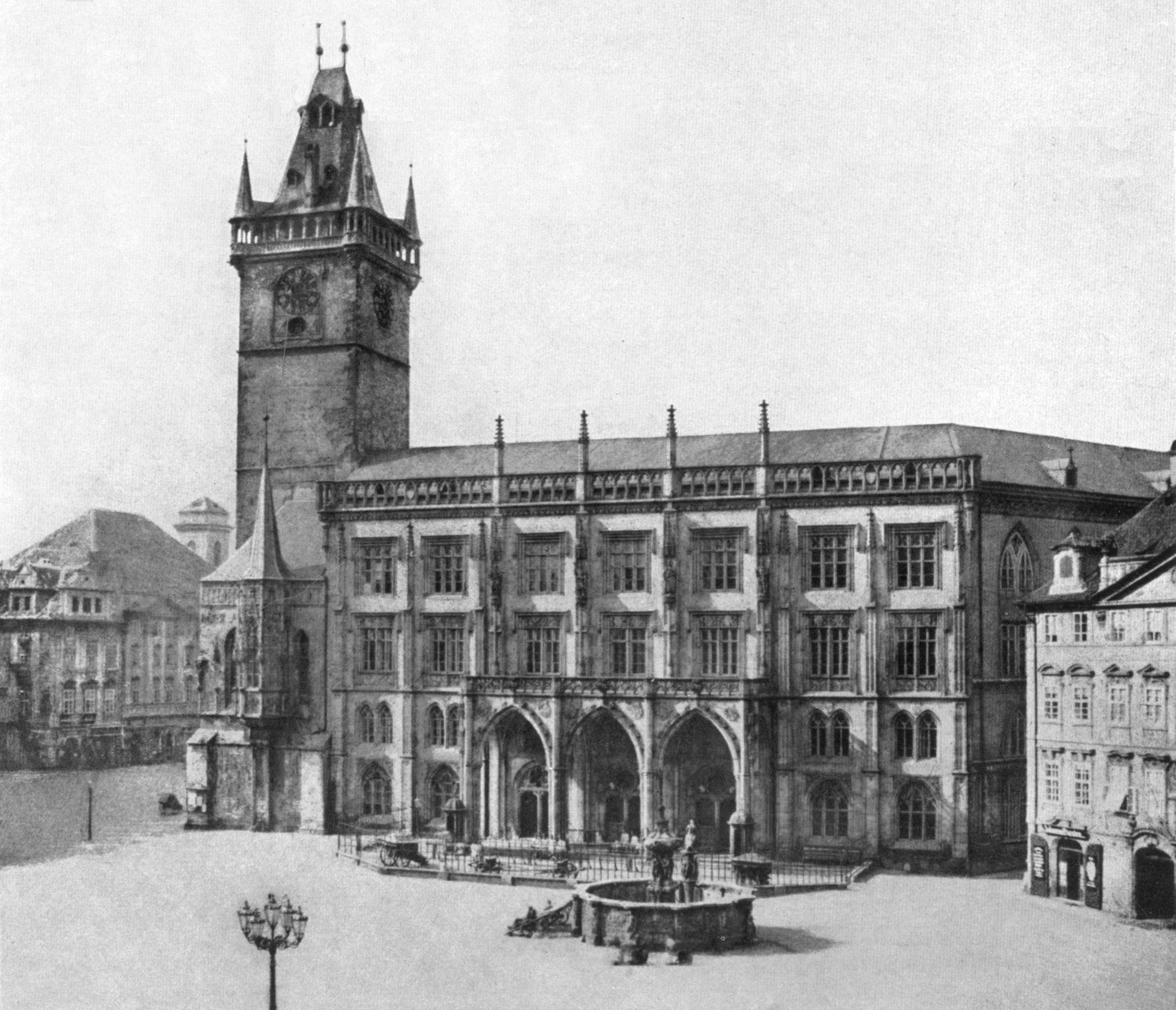
Nieistniejące skrzydło północne ratusza ok. 1856 roku
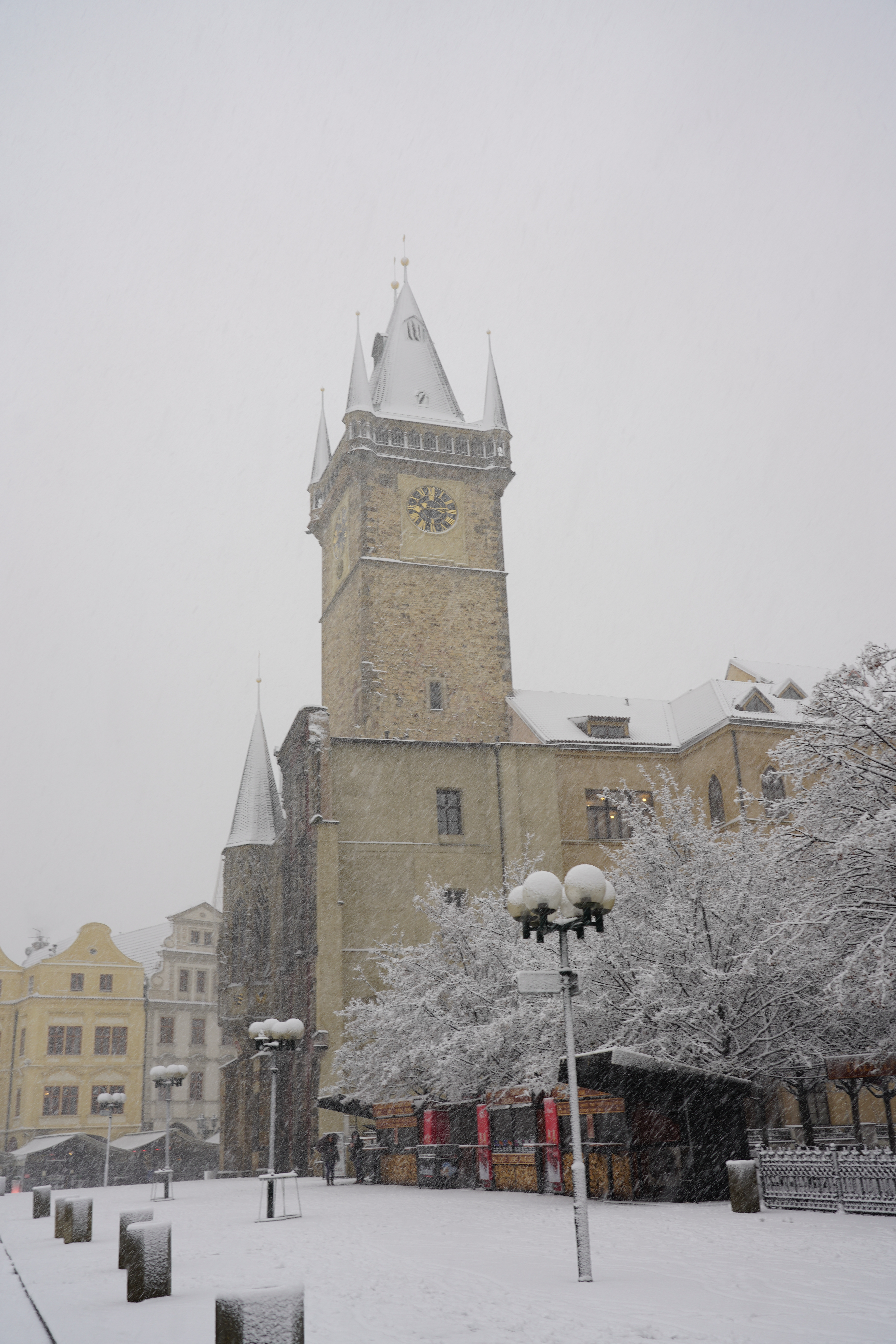
Ratusz zimą

## Literatura
- J. Staňková, J. Štursa, S. Voděra: Pražská architektura. Významné stavby jedenácti století, Praha 1991 (cz.).